# Contrapublicitat
La contrapublicitat (o antipublicitat) és una crítica a la publicitat realitzada mitjançant la modificació dels continguts dels seus missatges. Consisteix a subvertir, és a dir, trastornar, regirar i destruir la publicitat, sobretot la provinent de multinacionals i grans indústries o empreses. S'apodera de les tècniques publicitàries convencionals per invertir els seus significats i oposar-se obertament al màrqueting amb la intenció de delatar i exposar les seves intencions ocultes.
Aquest tipus d'imatges, generalment anònimes, es difonen per la xarxa creant el contrapunt a les campanyes comercials i cercant la reflexió dels espectadors sobre conceptes com el consumisme, el capitalisme o l'explotació laboral.
Els formats típics en la contrapublicitat són molt semblants (o iguals) als de la publicitat tradicional, és a dir emprant l'ús de dissenys digitals, cartells, vídeos virals o GIF's.

## Definicions
És difícil limitar el terme «contrapublicitat» a una sola definició, ja que agrupa un moviment molt heterogeni. La web subvertise.org publicava la següent definició de contrapublicitat:
| « | La pintada a la paret, l'adhesiu al fanal, la frase modificada d'una tanca publicitària, la samarreta amb un missatge còmic i irònic... La clau és la redefinició i la reconquesta del nostre entorn arrabassant i reinventant les idees canòniques de les grans empreses. | » |

D'altra banda, Naomi Klein utilitza el concepte de «pirateria publicitària» al seu best-seller No Logo:
| « | Aquells que parodien anuncis y assalten tanques del carrer per a desemmascarar la veritat profunda oculta darrere els eufemismes publicitaris. Es barregen el grafit, l'art modern, el bricolatge punki i l'esperit còmic. | » |

La revista contrapublicitària Malababa afirma que:
| « | Avui, la contrapublicitat és una eina de resistència i lluita contra els discursos i los abusos de les forces de poder dominants, contra los interessos de les grans corporacions, que s'apropien i comercialitzen l'espai públic, i contra les formes i dimensions que adquireix la publicitat en una societat saturada de consum i valors mercantils. | » |

## Evolució de la contrapublicitat
És difícil classificar la contrapublicitat. El més adequat seria parlar de l'evolució d'aquest heterogeni moviment; dels salts qualitatius que s'han produït des de les primeres pintades als carrers fins a arribar al punt de la «gairebé» professionalització en l'actualitat.

### Acció als carrers
Els orígens es troben en l'aprofitament de les circumstàncies idònies per donar una resposta comunicativa a lapublicitat i dotar de contingut social un espai privatitzat. Els atacs a les tanques es conceben com un mitjà d'expressió social, que no sempre persegueix finalitats contrapublicitàries. Sota els nous missatges s'amaguen tot tipus de reivindicacions d'àmbit social o polític, o fins i tot formes d'art urbà. Aquestes accions són senzilles i cridaneres, encara que també efímeres, ja que la policia o la pròpia empresa afectada s'encarreguen d'eliminar-les ràpidament.
Les primeres accions als carrers van ser d'acord amb les grans protestes dels moviments socials. Aquests grups de contestació popular neixen sobretot a la costa oest nord-americana, arribant més tard a les ciutats europees. Un exemple d'això és l'ocorregut en el context nord-americà durant la Gran Depressió. Els obrers es van rebel·lar contra la promesa, per a ells enganyosa, del somni americà que reflectien els anuncis i va sorgir una forta militància entre els consumidors.

### Art popipublicitat
L'art pop va ser el primer moviment artístic a experimentar amb el llenguatge publicitari. Molts ho conceben com un dels orígens culturals de la contrapublicitat, juntament amb el dadaisme o la filosofia situacionista. Encara que l'art pop i la contrapublicitat tenen trets en comú com podrien ser la descontextualizació i la provocació, no comparteixen la mateixa visió de la publicitat. L'art pop està buit de tot compromís social, la seva relació amb lapublicitat va ser d'admiració pel seu potencial de transmissió a la societat. Diversos integrants d'aquest corrent, entre ells el seu màxim exponent Andy Warhol, havien treballat en publicitat.

### Feminismei contrapublicitat[1]
Durant la dècada dels anys 60, juntament amb els situacionistes i el “Billboard Liberation Front” (Front d' Alliberació de Tanques Publicitàries) el moviment feminista va tenir un paper rellevant per a l'evolució de la contrapublicitat i la seva consolidació.
I és que les dones feministes, davant els bombardejos d'anuncis que, al seu parer, cosificaven la imatge de la dona tot emfatitzant uns valors tradicionals suposadament femenins (tenir cura de la llar, dels fills, etc.) o exposant-la com un objecte sexual (com és el cas de l'anunci de l'època de cigarretes de la marca Silvia Thins) es van oposar estrictament a la publicitat i van apostar per capgirar aquest tipus de missatges tot promulgant a contrapublicitat.

### Anys 70-80: la contrapublicitat com a activisme urbà
Durant els anys 70, la creixent desconfiança pel que fa a la publicitat comercial i la seva invasió cada vegada major en l'àmbit públic, van fer que es creessin els primers grans grups activistes que van lluitar per atacar els anuncis d'aquesta publicitat nociva. El primer gran grup es va crear a San Francisco (EUA), amb el nom de "Billboard Liberation Front" (Front d'Alliberament de Tanques Publicitàries). La seva acció es basava en atacar els anuncis col·locats a les grans tanques publicitàries per apropiar-se del seu missatge mitjançant diferents modificacions o reescriptures damunt del suport original. Un altre dels grans grups creats en aquest temps es va crear a Austràlia, amb el nom de Buga Up. En aquest cas, l'organització es va dedicar a atacar a la indústria del tabac de forma contundent, exposant i delatant els veritables perills de fumar. Els integrants de Buga Up van ser pioners en la seva lluita contra els productes nocius, van aconseguir crear gran consciència en la societat i fins i tot que es modifiquessin algunes lleis relacionades amb el tabac a Austràlia.

### Anys 80-90: L'impacte de les noves tecnologies i laculture jamming
Als anys 90 la popularització d'Internet li dona l'impuls definitiu a la contrapublicitat. La xarxa es converteix en el suport ideal, enfront de l'efímera i arriscada pintada en la tanca. Els col·lectius contrapublicitaris de tot el món poden compartir fàcilment paròdies, mems, idees i donar difusió als seus treballs. La creixent accessibilitat de les eines de disseny gràfic fa que neixi una contrapublicitat estèticament més elaborada, capaç de competir amb els dissenys de la publicitat tradicional i convencional. En aquest sentit, Adbusters, un grup contrapublicitari de referència, va ser pioner en emprar l'ús de l'estètica publicitària i les eines que proporciona Internet.

L'any 1984 la banda d'àudio collage Negativland de San Francisco, creà el terme «culture jamming» que, segons ells, consistia en «afegir grans a la cara a la fotografia retocada de portada dels EUA». El terme comença a popularitzar-se al llarg dels anys 90 per a referir-se a tota forma d'interferència cultural, sobretot en l'àmbit nord-americà. 
| «                                                                                  | El culture jamming engloba l'intrusió mediàtica (media hacking), la guerrilla de la comunicació fins i tot el terrorisme artístic (terror-art). El seu objectiu principal es dedicar-se a interrompre la senyal que las grans empreses transmeten a través dels grans medis o plataformes que controlen, per tal que arribi al receptor alterat y li suggereixi a aquest nous i inesperats sentits totalment oposats a la intenció inicial amb la que aquest missatges foren concebuts. | » |
| — Mark Dery, Culture Jamming, Hacking, Slashing and Sniping in the Empire of Signs | |   |

### Consolidació de la contrapublicitat
Cap a l'any 2000 ja existien nombrosos col·lectius contrapublicitaris, en un context d'apogeu dels moviments antiglobalització, de les grans manifestacions contra el neoliberalisme. Aquests col·lectius duen a terme accions molt ben planejades que aconsegueixen assolir una certa notorietat als mitjans de comunicació. Naomi Klein assenyala, com a causa important d'aquesta ona d'oposició, l'enorme desenvolupament del paper que exerceixen a la nostra cultura les empreses: mai hem estat tan «marcats».
Els publicistes observen ara amb atenció les maniobres del subvertising. La contrapublicitat cada vegada és més professional i gaudeix de l'avantatge de poder innovar sense témer als possibles riscos. Les noves idees resulten atractives per a un món que necessita estar en constant renovació. Així, moltes campanyes de les grans marques ja han introduït en els seus missatges les crítiques que els llancen des de la contrapublicitat, és a dir, que empren el rebuig al màrqueting per vendre els seus productes de forma més eficaç.

### La contrapublicitat i la defensa delsdrets laborals[2]
Al llarg de la història, diversos sectors o grups de treballadors han emprat la publicitat com eina o recurs per a reclamar la defensa dels drets laborals. És el cas del personal de Coca-Cola de la fàbrica de Fuenlabrada (Madrid). El 23 de desembre de l'any 2016, la plantilla de treballadors va recrear la darrera campanya publicitària de la multinacional per, tal com diu l'Observatori Crític dels Mitjans (Mèdia.cat) "reivindicar els seus llocs de treball i exigir a l'empresa que compleixi les sentències judicials que l'obliguen a readmetre els treballadors acomiadats per un ERO (Expedient de Regulació d'Ocupació)".
El vídeo, anomenat #NavidadSinCocaCola i sota l'eslògan “Con las Espartanas de Coca-Cola en Lucha. Madrid no fabrica, Madrid no consume.” (en català "Amb les Espartanes de Coca-Cola en Lluita. Madrid no fabrica, Madrid no consumeix.") va tenir un gran èxit a la plataforma de YouTube, fent viral la seva protesta i alhora demostrant la influència i la força de la contrapublicitat.

## Exemples actuals més reconeguts de la contrapublicitat
- La substitució de l'eslògan de Coca-Cola Enjoy Coca-Cola pel joc de paraules Enjoy capitalism (en català "Gaudeix el capitalisme").
- La resposta d'una campanya per la vida sana a la campanya publicitària de Dove anomenada Dove Evolution realitzant una paròdia del mateix vídeo anomenada Slob Evolution (en català "Evolució del porc").